# Kostrena Sveta Barbara
Kostrena Sveta Barbara est une localité de Croatie située dans la municipalité de Kostrena, comitat de Primorje-Gorski Kotar. En 2001, la localité comptait 3 habitants.

## Démographie
| 1948 | 1953 | 1961 | 1971 | 1981 | 1991 | 2001 |
| ---- | ---- | ---- | ---- | ---- | ---- | ---- |
| 40   | 0    | 0    | 0    | 280  | 30   | 3    |